# Lutzomyia reinerti
Lutzomyia reinerti är en tvåvingeart som beskrevs av Young D. G., Duncan M. A. 1994. Lutzomyia reinerti ingår i släktet Lutzomyia och familjen fjärilsmyggor. Inga underarter finns listade i Catalogue of Life.